# Oleg Anatoljewitsch Dawydow
Oleg Anatoljewitsch Dawydow (russisch Олег Анатольевич Давыдов; * 16. März 1971 in Tscheljabinsk, Russische SFSR, Sowjetunion) ist ein ehemaliger russischer Eishockeyspieler und heutiger Eishockeytrainer.

## Karriere
Bis 1989 lief Dawydow für Metallurg Tscheljabinsk auf. 1989 wurde er vom Stadtrivalen HK Traktor Tscheljabinsk unter Vertrag genommen. 1995 wechselte er zum HK Lada Toljatti. Mit Lada wurde der Verteidiger 1996 GUS-Meister. Zudem gewann er den Europapokal 1996. Danach spielte der Verteidiger für den HK Metallurg Magnitogorsk, wo er 2001 russischer Meister wurde, erneut für HK Traktor Tscheljabinsk und Lokomotive Jaroslawl.

### International
Dawydow stand im Aufgebot seines Landes bei den Olympischen Winterspielen 1994 in Lillehammer und belegte dort mit der russischen Nationalmannschaft den vierten Platz.
Als Juniorenspieler nahm er für die Sowjetunion an der Europameisterschaft 1989 teil und gewann die Goldmedaille.

## Erfolge und Auszeichnungen
- 1989 Goldmedaille bei der U18-Europameisterschaft
- 1996 GUS-Meister mit dem HK Lada Toljatti
- 1996 Gewinn des Europapokals mit dem HK Lada Toljatti
- 1997 Russischer Vizemeister  mit dem HK Lada Toljatti
- 2001 Russischer Meister mit dem HK Metallurg Magnitogorsk
- 2004 Russischer Vizemeister  mit dem HK Metallurg Magnitogorsk

## Karrierestatistik
(Legende zur Spielerstatistik: Sp oder GP = absolvierte Spiele; T oder G = erzielte Tore; V oder A = erzielte Assists; Pkt oder Pts = erzielte Scorerpunkte; SM oder PIM = erhaltene Strafminuten; +/− = Plus/Minus-Bilanz; PP = erzielte Überzahltore; SH = erzielte Unterzahltore; GW = erzielte Siegtore; 1 Play-downs/Relegation; Kursiv: Statistik nicht vollständig)